# ロシーニョ
ロシーニョ（伊: Roscigno）は、イタリア共和国カンパニア州サレルノ県にある、人口約800人の基礎自治体（コムーネ）。

## 地理

### 位置・広がり

#### 隣接コムーネ
隣接するコムーネは以下の通り。
- ベッロズグアルド
- コルレート・モンフォルテ
- ラウリーノ
- サッコ
- サンタンジェロ・ア・ファザネッラ